# Campaña de Lorena
La campaña de Lorena es un término utilizado por los historiadores del ejército estadounidense para describir las operaciones del Tercer Ejército estadounidense en Lorena durante la Segunda Guerra Mundial desde el 1 de septiembre hasta el 18 de diciembre de 1944. Puede incluirse también el resto de operaciones en la zona, llevadas a cabo por el Séptimo ejército, hasta marzo de 1945. Los nombres oficiales de campaña del Ejército estadounidense para este período eran Northern France (Francia Septentrional) y Rhineland (Renania).  El término fue popularizado por la publicación de un volumen del mismo nombre por el Ejército estadounidense en 1950. Como escribe el autor del volumen:

Se ha empleado terminología militar precisa, excepto en aquellos casos donde la claridad y la economía de estilo han dictado el uso de una naturaleza más general. Así, las operaciones del Tercer Ejército en Lorena, se consideran una "campaña" en el sentido general del término, a pesar del hecho de que el Departamento del Ejército no otorgó una estrella de campaña separada para estas operaciones.

Aunque el término campaña de Lorena no es oficial, representa un uso más tradicional del término "campaña" en el hecho de que las batallas descritas por el término formaron parte de una operación más general que tenía un objetivo prefijado. Por el contrario, los nombres de campaña del Ejército estadounidense se refieren a lo que en realidad eran múltiples campañas y amplias organizaciones militares con diferentes objetivos.
Operativamente, el término abarca los asaltos para cruzar el río Mosela y el Sûre, las batallas de Metz y de Nancy, los combates en los Vosgos, la progresión por el Mosela hasta la frontera alemana de 1939 y los combates de enero a marzo de 1945.

## Cronología de la campaña
En la campaña de Lorena se pueden distinguir tres etapas.
1.ª El empuje hacia el Mosela.
Ante Metz, el Séptimo ejército estadounidense amenazaba gravemente las defensas del Reich, y en particular la línea Sigfrido, a menos de 60 kilómetros. Esperando ganar tiempo para reforzar sus fortificaciones, el OKW decidió frenar la progresión de Patton reforzando los puntos estratégicos de este frente. La Moselstellung, una línea fortificada de fuertes construidos durante la anexión en el valle del río Mosela entre Metz y Thionville, constituía un excelente punto de apoyo para las tropas alemanas. El sector estaba a cargo entonces del I Ejército alemán. El 27 de agosto de 1944, la defensa de Metz fue confiada al general Walther Krause y el pueblo fue declarado fortaleza del Reich seis días más tarde. 
Para el OKW, detener a Patton era una prioridad que dio como resultado reemplazos y refuerzos para el 5.º Ejército Panzer alemán y el primer ejército. El alto comandante no dudó a la hora de enviar nuevas tropas al sector, como la 17.ª división Panzer SS Götz von Berlichingen.
2.ª Punto muerto alrededor de la fortaleza de Metz.
El tercer ejército, carente de gasolina, fue incapaz de tomar con rapidez Metz y Nancy, a diferencia de las acciones que caracterizaron el rápido avance por Francia. Después de la batalla de Arracourt, la liberación de Nancy y el combate de Mairy, el tercer ejército tuvo que detenerse y esperar abastecimientos. 
Hasta el 12 de octubre de 1944 y el comienzo del asalto a Metz, un tiempo excepcionalmente lluvioso dificultó las operaciones militares. Esto combinado con la animada resistencia alemana y el competente uso del terreno alrededor de Metz, retrasó la caída de esta ciudad hasta finales de noviembre de 1944.
3.ª El avance hacia el Sarre y la Línea Sigfrido.
Después de que Metz y sus fortificaciones cayeran, el tercer ejército lanzó una ofensiva para avanzar hacia la Línea Sigfrido. Estaba desarrollándose un ataque sobre el Sarre cuando los alemanes lanzaron la ofensiva de las Ardenas. Las operaciones en el Sarre redujeron su escala cuando el tercer ejército movió tropas hacia el norte para contraatacar la ofensiva alemana sobre Bélgica y Luxemburgo desde el sur. El movimiento hacia el norte del tercer ejército marcó el final de la primera fase de la campaña de Lorena.
Las operaciones ofensivas del Ejército estadounidense en esta parte del Frente occidental se reanudaron con el Séptimo ejército. Tras la ofensiva alemana de enero de 1945, muy sangrienta, los combates no siguieron en los sectores de Forbach y Bitche hasta marzo de 1945, con el objetivo de ocupar el Sarre-Palatinado.

## Bajas
El tercer ejército tuvo 55 182 bajas durante esta campaña (6657 muertos, 36 406 heridos, 12 119 desaparecidos).
Las pérdidas alemanas en Lorena se desconocen, pero se sospecha que fueron grandes. Al menos 75 000 prisioneros alemanes fueron capturados por el tercer ejército durante la ofensiva.